# Чота-чар-дгам
Чота-чар-дгам (англ. Char Dham, санскр. चार धाम — «чотири маленьких оселі», «малий Чар-Дгам») — один із найважливіших маршрутів паломництва індусів в Гімалаях. Розташований у регіоні Гархвал індійського штату Уттаракханд, який раніше був північно-західною частиною штату Уттар-Прадеш. Маршрут проходить через чотири індуїстських місць паломництва — Ямунотрі (гінді यमनोत्री), Ганготрі (гінді गंगोत्री), Кедарнатх (гінді केदारनाथ) і Бадрінатх (гінді बद्रीनाथ). Бадрінатх також є частиною крупнішого вайшнавістського паломницького маршруту Чар-Дгам, а Кедарнатх входить до маршруту Панч-Кедар.